# Hasenkopf (Spessart)
Der Hasenkopf ist ein 253 m ü. NHN hoher Berg nahe der unterfränkischen Stadt Aschaffenburg in Bayern.

## Geographie
Die Erhebung liegt knapp östlich von Aschaffenburg noch auf dem Gebiet der Stadtgemarkung. Am östlichen Fuß des Berges verläuft die Grenze zu Haibach in der sogenannten Haibacher Schweiz. Im Süden schließt sich der 269 m hohe Büchelberg an. Im Osten trennt das Tal des Haibachs ihn vom Schellberg (280 m). Unterhalb des Gipfels befindet sich am Nordwesthang das Klinikum Aschaffenburg.
Nach dem Berg ist die Straße Am Hasenkopf benannt.